# Льюн
Լ, լ (арм. լյունо файле льюн, в кл. орф. լիւն, з.-арм. люн) — двенадцатая буква армянского алфавита. Создал Месроп Маштоц в 405—406 годах.

## Использование
И в восточноармянском, и в западноармянском языках обозначает звук [l]. Числовое значение в армянской системе счисления — 30.
Использовалась в курдском алфавите на основе армянского письма (1921—1928) для обозначения звука [l].
Во всех системах романизации армянского письма передаётся как l. И в восточноармянском, и в западноармянском шрифте Брайля букве соответствует символ ⠇ (U+2807).

## Кодировка
И заглавная, и строчная формы буквы льюн включены в стандарт Юникод начиная с версии 1.0.0 в блоке «Армянское письмо» (англ. Armenian) под шестнадцатеричными кодами U+053C и U+056C соответственно.

## Галерея

Округлый еркатагир
Прямолинейный еркатагир
Болоргир
Нотргир
Шхагир